# 3175 Netto
3175 Netto este un asteroid din centura principală, descoperit pe 16 decembrie 1979 de Henri Debehogne.